# Frank Ebert

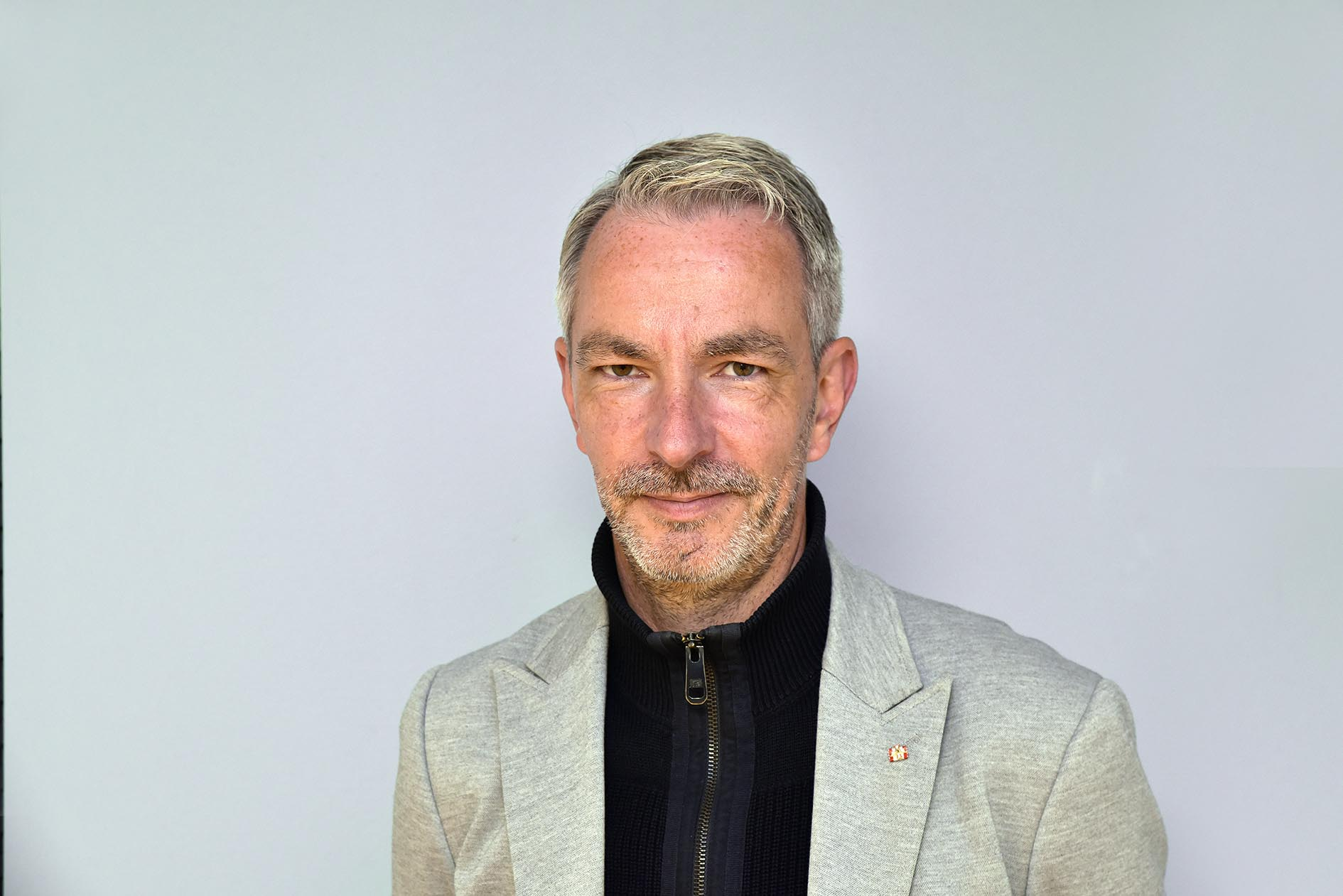
Frank Ebert, 2023

Frank Ebert (* 18. März 1970 in Halle (Saale)) ist ein deutscher Bürgerrechtler. Er war DDR-Oppositioneller und Mitbegründer des Archivs der DDR-Opposition. Seit dem 1. März 2023 ist er der Beauftragte zur Aufarbeitung der SED-Diktatur des Landes Berlin.

## Leben

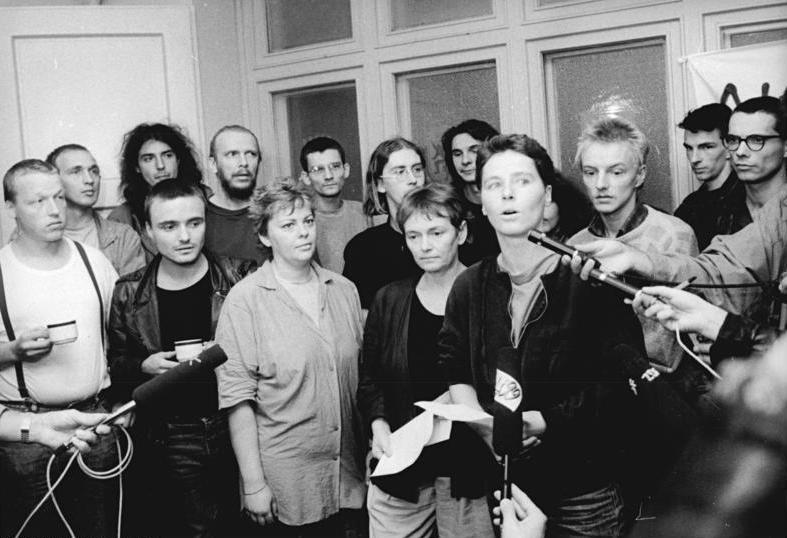
Stasi-Besetzung im September 1990.
Hinten, zweiter von rechts:
Frank Ebert
Außerdem: Bärbel Bohley und Ingrid Köppe

Frank Ebert wuchs in Halle und Berlin-Marzahn auf. Nach dem Schulbesuch begann er eine Lehre als Werkzeugmaschinenschlosser in Berlin.
Durch seine Schwester hatte er während seiner Jugendzeit Kontakte zur Hallenser und Jenenser Oppositionellenszene. Während seiner Lehre trat er 1988 aus der FDJ aus und schloss sich der Berliner Umwelt-Bibliothek an. Dort beteiligte er sich an der Vervielfältigung illegaler Samisdatschriften wie den Umweltblättern und der Arche Nova.
Im Mai 1989 beteiligte sich Frank Ebert an den Protesten zur Fälschung der Kommunalwahl. Er demonstrierte außerdem gegen die Niederschlagung der Studentenproteste in China und war Mitorganisator der Mahnwache an der Gethsemanekirche. Er wurde mehrfach festgenommen und an der Beendigung seiner Lehre gehindert.
Im September 1990 war Ebert einer der Mitbesetzer der Stasi-Zentrale in Berlin-Lichtenberg.

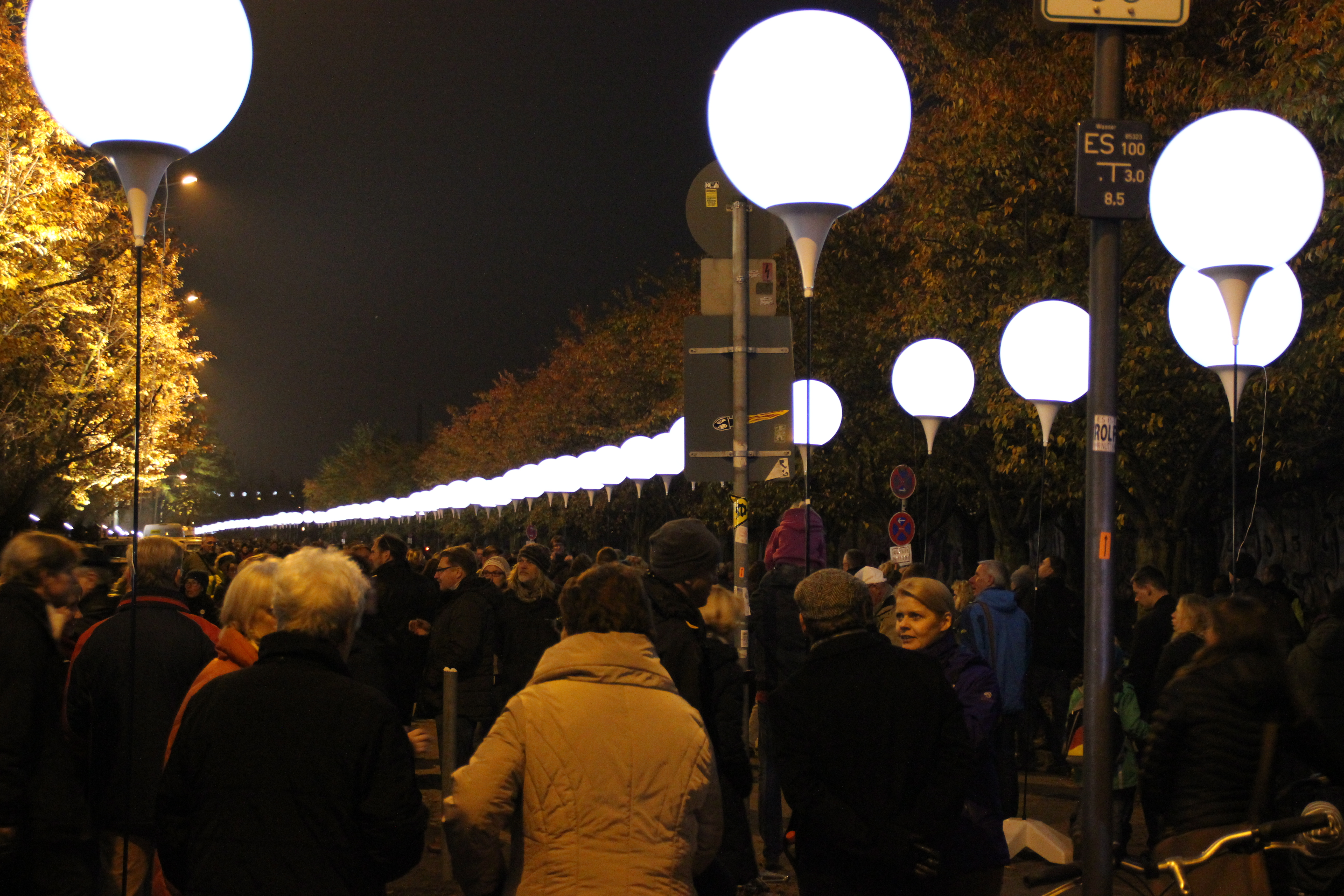
Lichtgrenze in Berlin 2014

Die Gründung des Matthias-Domaschk-Archivs der DDR-Opposition ging maßgeblich auf Ebert zurück. Es wurde 1993 in die Robert-Havemann-Gesellschaft überführt, in der Ebert bis Februar 2023 arbeitete. Er war an der Umsetzung der Ausstellung zum 20. Jahrestag der Friedlichen Revolution auf dem Alexanderplatz und der Lichtgrenze in Berlin zum 25. Jahrestag des Mauerfalls beteiligt. Er organisierte die Installation von Stelen an wichtigen Orten der Friedlichen Revolution in Berlin.
Im Jahr 2015 erhielt Frank Ebert den Verdienstorden des Landes Berlin.
Er ist Mitglied im Stiftungsrat der Bundesstiftung zur Aufarbeitung der SED-Diktatur, im Vorstand des Fördervereins Campus für Demokratie, im Stiftungsrat der Stiftung für ehemalige politische Häftlinge und im Beratungsgremium des Stasi-Unterlagen-Archivs.
Seit dem 1. März 2023 ist Ebert der Beauftragte zur Aufarbeitung der SED-Diktatur des Landes Berlin.

## Publikationen
- mit Anja Schröter: Gegenentwurf. Ausschnitte deutscher Demokratiegeschichte. Robert-Havemann-Gesellschaft, Berlin 2020. ISBN 978-3-938857-00-7.
- mit Ilko-Sascha Kowalczuk und Holger Kulick (Hrsg.): (Ost)Deutschlands Weg. 80 Studien zur Lage des Landes. Bundeszentrale für politische Bildung, Bonn 2021, ISBN 978-3-7425-0676-4.